# 1/72比例模型

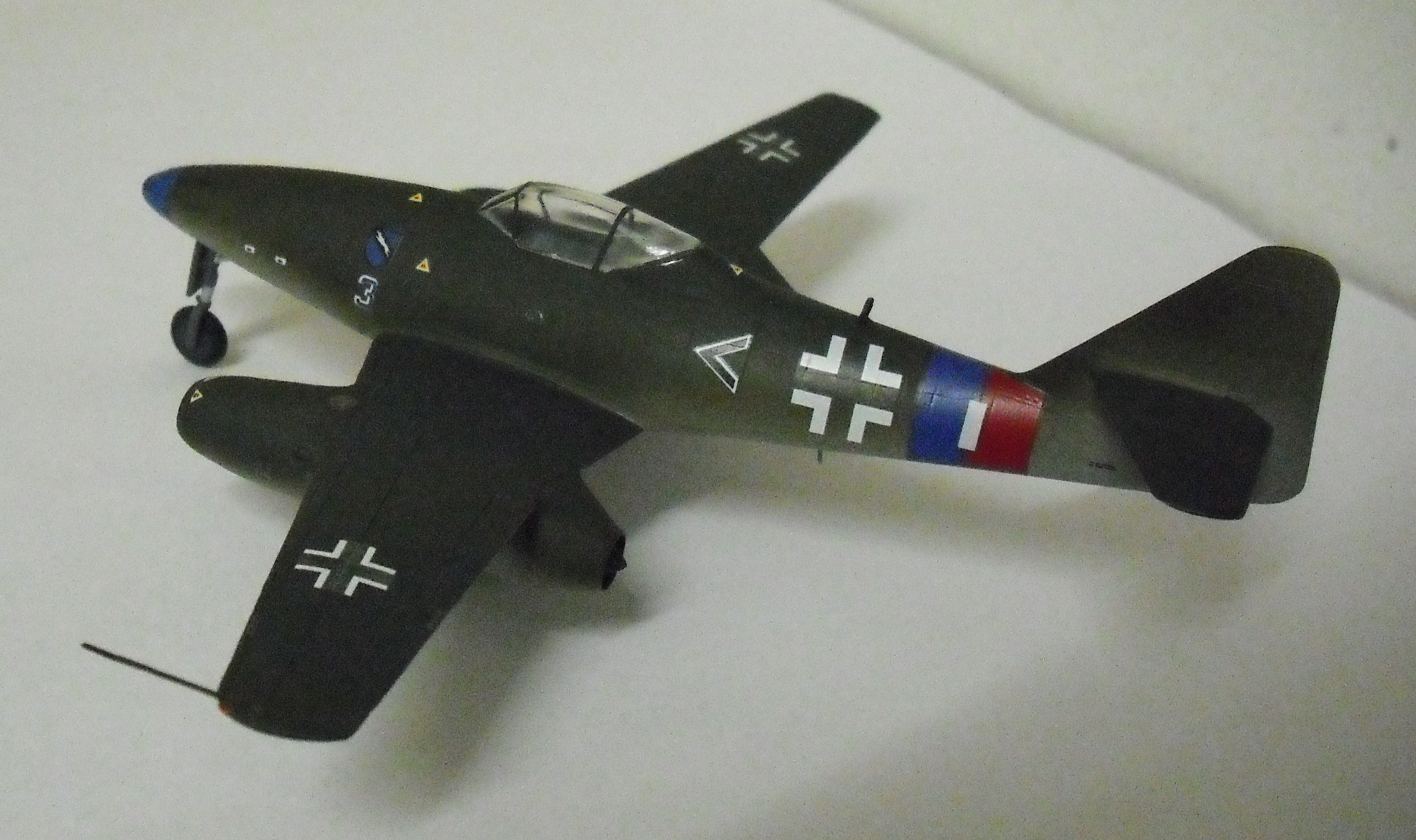
德國Me-262噴射戰鬥機的1/72比例模型

1/72比例模型即是把實物縮小72倍的比例模型，是飛機模型其中一個常見的大小比例，這個比例原自工業革命後的英國，由於英國採用12進制的英制單位，也就是若把長1英呎的實物縮小成1英寸的話，這個大小比例就是1/12，所以，這些英制大小比例尺寸都採用12的倍數，當中包括1/72。
在這個比例，若把一個6英呎直立成年男人（大約高183厘米）縮小而成的1/72比例模型人偶，其高度大約剛好等於1英寸高度（大約高2.54厘米）。

## 出處

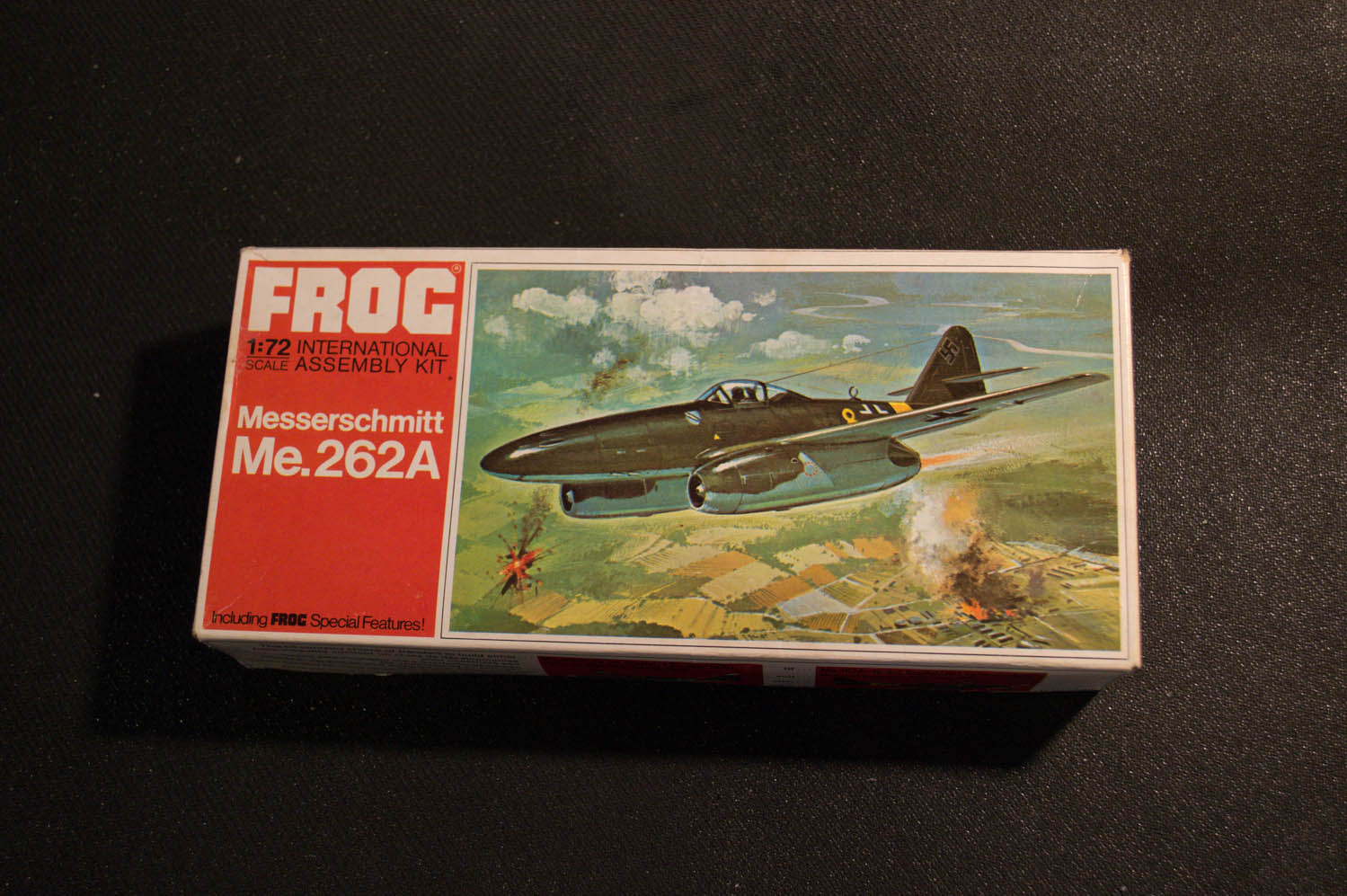
FROG模型公司出品的1/72比例模型飛機

1/72這個大小比例首先出現於英國模型飛機始祖FROG模型出品的模型飛機，當時正是第二次世界大戰，英國和其他同盟國的空勤和防空人員需要有敵我雙方不同型號的飛機模型作識別和訓練用，這些飛機模型都是由FROG模型出品1/72比例，二戰後這些飛機模型流落民間成為大眾收藏物。
其他模型公司後來也仿效推出他們的1/72比例飛機模型，其中有英國Airfix模型和日本長谷川模型

## 其他

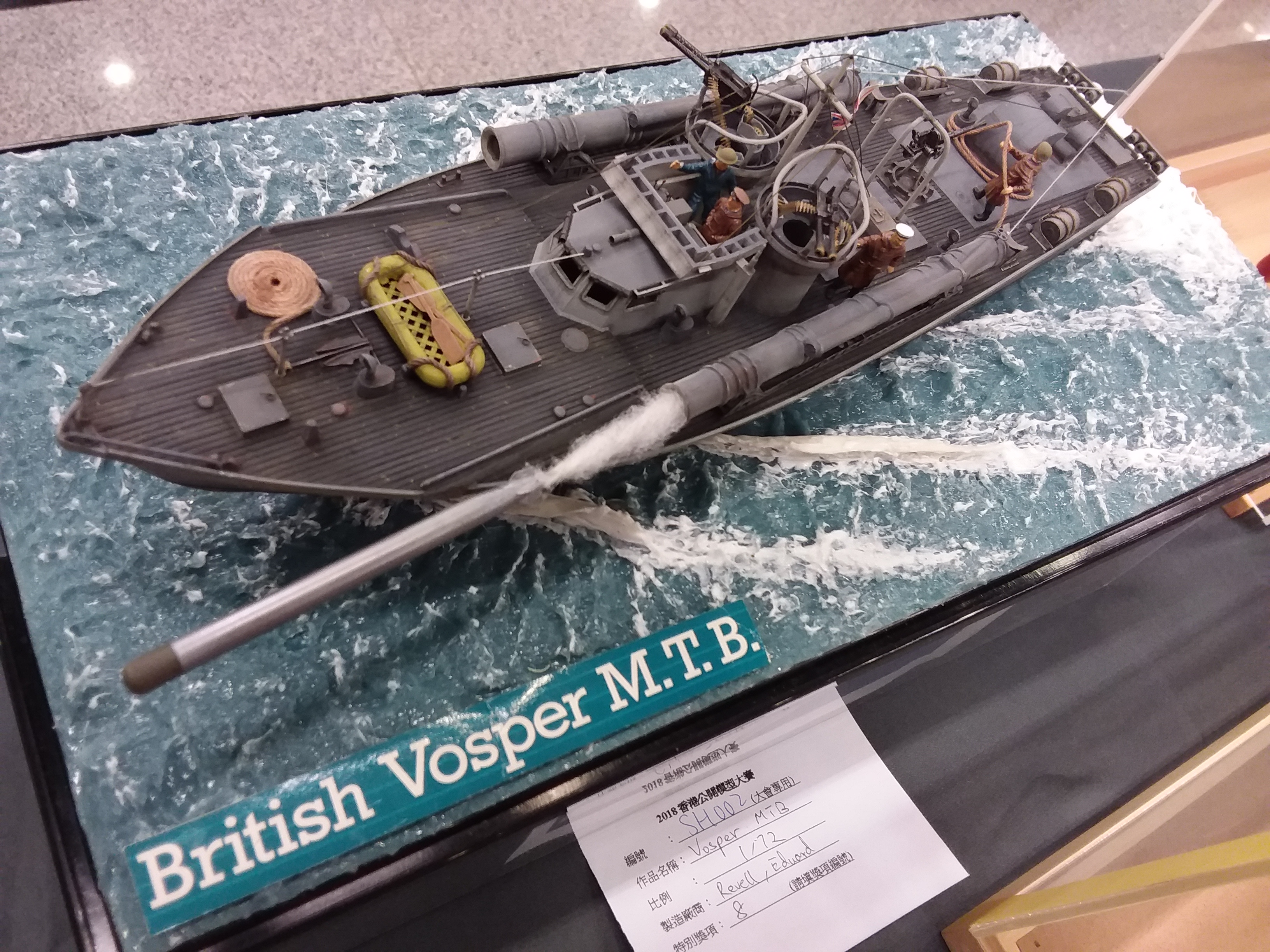
德國威望模型推出1/72比例的二戰英國MTB魚雷艇

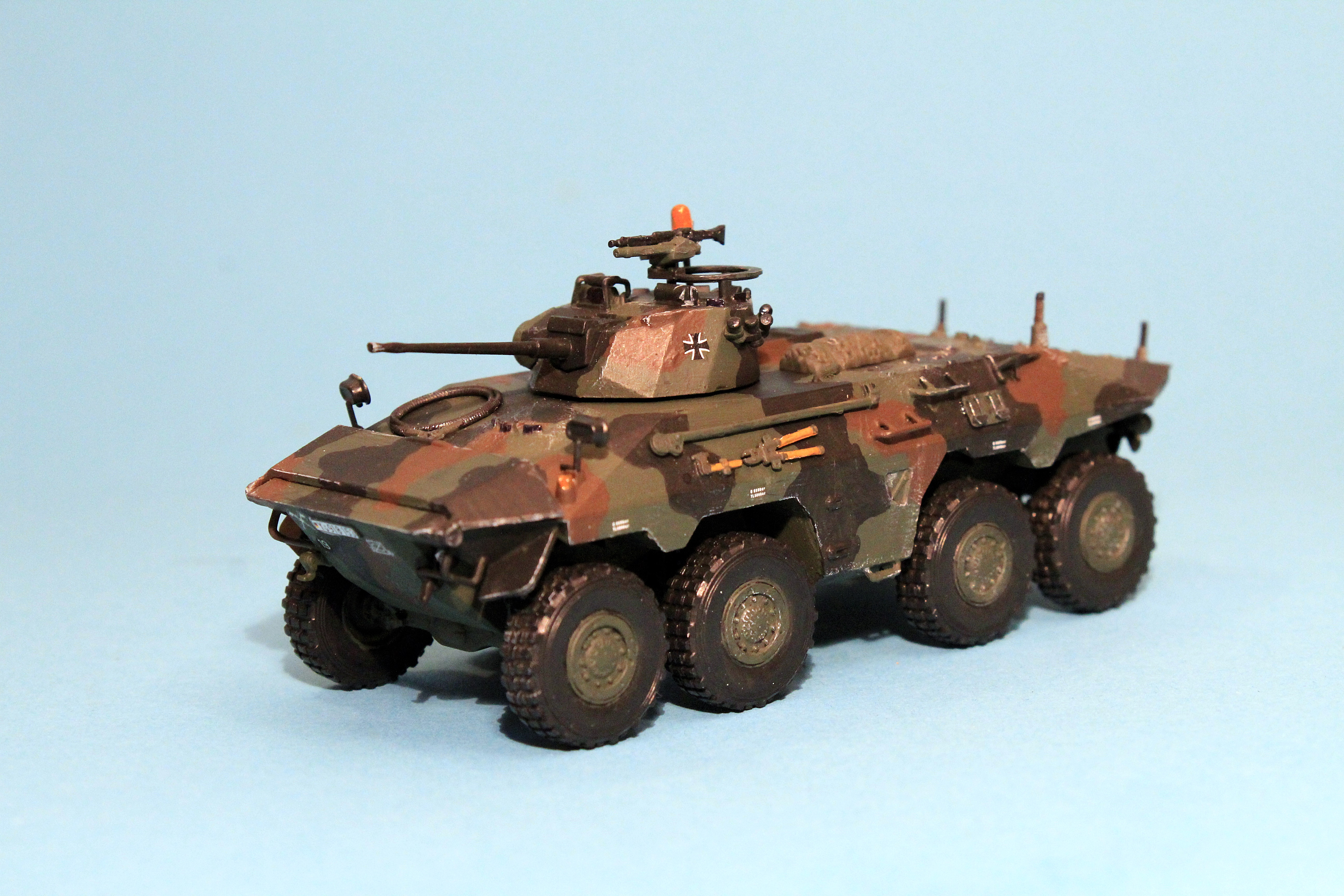
德國威望模型推出1/72比例的德國山貓偵察車

船艦模型方面，英國Airfix模型推出1/72比例的二戰德國S-7魚雷艇，德國威望模型也推出1/72比例的二戰英國MTB魚雷艇。
陸軍模型方面，德國威望、意大利伊達雷利和日本長谷川等模型廠商也有推出1/72比例兵人、坦克和汽車模型，用來製作情景模型或作為戰棋。

## 相關條目

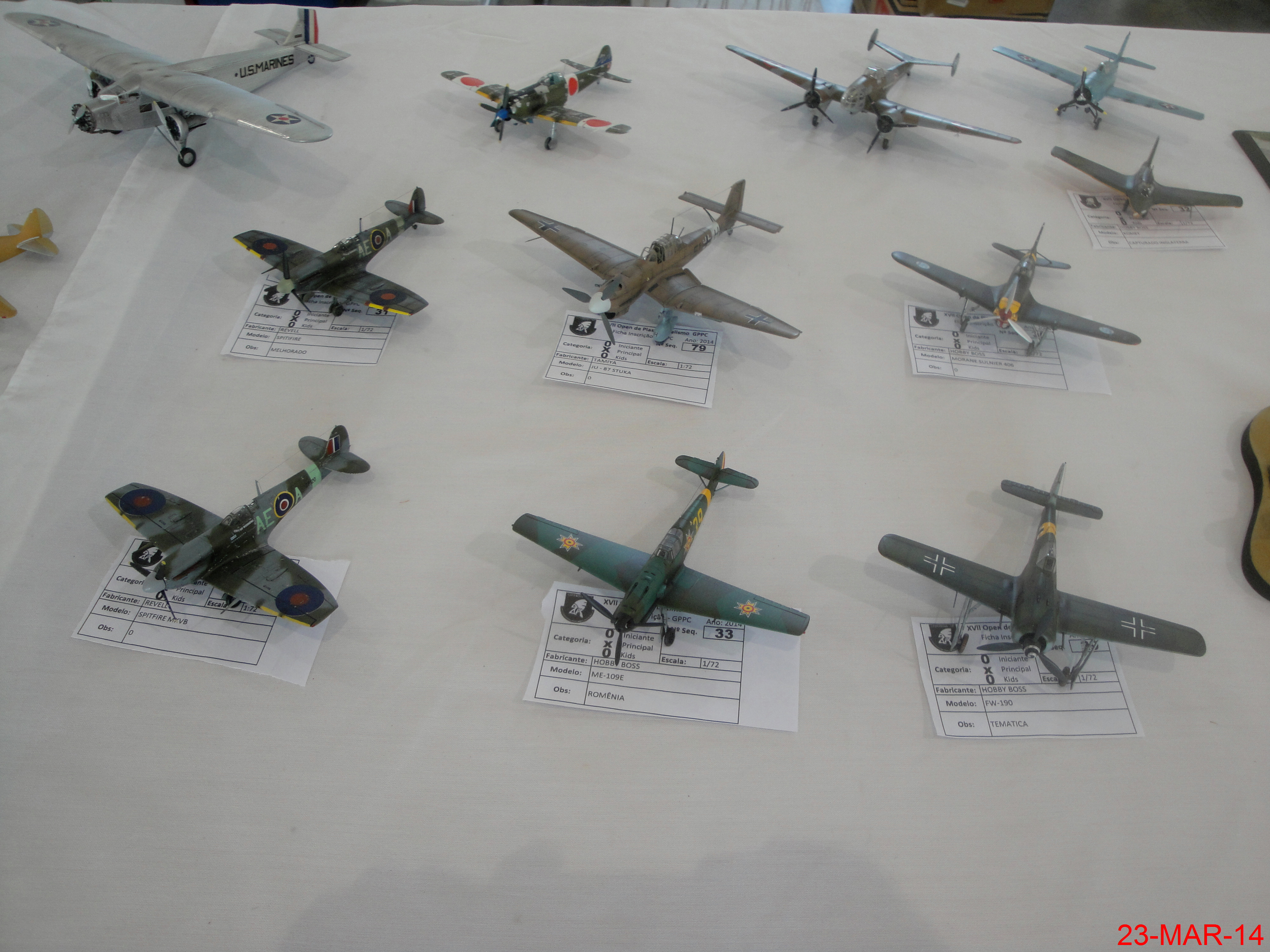
由一眾模型愛好者造出來的1/72比例大小模型飛機

## 外部連結
- 比例模型網（页面存档备份，存于）